# 尼克儿童频道 (印度)
尼克儿童频道 (英語：Nickelodeon TV)是印度的一家电视台，由维亚康姆和TV18的合资公司Viacom 18创办，尼克罗顿在印度有四种语言版本：印地语, 泰卢固语, 泰米尔语和卡纳达语。

## 历史
尼克儿童频道最初由Zee TV于1999年10月16日推出。
Zee TV推出了Nickelodeon品牌的编程模块，作为维亚康姆国际与Zee Entertainment Enterprises之间分销协议的一部分。它在2002 年被Cartoon Network分部取代。
2004年，维亚康姆在印度改造了Nickelodeon，以增加其收视率，包括将其品牌化为尼克，本地化和增加印地语。
维亚康姆于2007年与Sun Network签署了一项播出协议，根据该协议，Nickelodeon将在Chutti TV中推出泰米尔语和泰卢固语版本。当Nickelodeon决定将泰米尔语和泰卢固语语言添加到他们自己的频道后，这项协议被取消。
2010年6月25日，尼克印度公司使用现有标识重新命名。这是进行这次改造的最后一个主要市场。
2011年，维亚康姆18推出了一个名为Sonic的新频道。最初，频道专注于行动和冒险，然后在2016年将焦点转移到喜剧。